# 卡什·帕特爾
卡什亚普·普拉莫德·维诺德·帕特尔（英語：Kashyap Pramod Vinod Patel，1980年2月25日—）是一名美国律师和前政府特工，現任聯邦調查局長。他曾在第一次特朗普內閣中担任美国国家安全委员会官员、代理国家情报总监的高级顾问和代理国防部长的幕僚长。在第二次特朗普內閣中被確認擔任聯邦調查局局長後，帕特爾成為第一位領導該機構的亞裔和印度裔美國人。
帕特尔是共和党员，在众议院情报委员会主席任期内曾担任众议员德文·努涅斯的高级助理。他的职业生涯始于担任联邦公设辩护人、负责国家安全案件的联邦检察官以及美国武装部队的法律联络员。媒體普遍将帕特尔描述为“唐納·川普的忠实拥护者”。

## 早年生活和教育
帕特尔1980年出生于纽约州花园城，父母是古吉拉特印度人，从东非经加拿大移民到美国。他的父亲在一家航空公司担任财务主管。帕特尔毕业于长岛花园城高中。帕特尔自小信奉印度教，他表示自己与印度一直有“非常深厚”的渊源。帕特尔于2002年获得里士满大学刑事司法和历史学位。他于2004年获得伦敦大学学院国际法证书，并于2005年获得佩斯大学法学院法学博士学位。

## 职业

### 早期职业生涯
2005年从法学院毕业后，帕特尔在佛罗里达州担任了八年的公设辩护人，先是在迈阿密戴德县公设辩护人办公室，后来担任联邦公设辩护人。作为一名公设辩护律师，他代理的客户都是被指控犯有重罪，包括国际贩毒、谋杀、违法枪支和大量现金走私。
2014年，帕特尔被聘为美国司法部国家安全的审判律师，同时担任联合特种作战司令部的法律联络员。2017年，帕特尔被任命为众议院情报委员会反恐高级顾问。

### 情报委员会主席助手
2017年4月，帕特尔成为众议院情报委员会主席德文·努涅斯的高级委员会助理。帕特爾幫助共和黨調查有關烏克蘭散佈俄羅斯干預2016年美國總統選舉的相關事件。帕特爾在2018年起草《努涅斯备忘录》（Nunes memo），該備忘錄指控聯邦調查局在申請對川普2016年競選助理的監視令時存在偽造行為。

### 政府部门
帕特尔于2019年2月被聘为总统特朗普的国家安全委员会（NSC）的职员，在国际组织和联盟理事会工作，2019年7月，他成为反恐理事会高级主任，这是为他设立的一个新职位。据《华尔街日报》报道，帕特尔于2020年初率领一个秘密代表团前往大马士革，就释放被叙利亚政府关押的马吉德·卡马尔马兹和记者奥斯汀·泰斯进行谈判。
2020年2月，帕特尔调至国家情报总监办公室，成为代理局长理查德·格雷內爾的首席副手。当月晚些时候，帕特尔作为随行人员之一陪同总统特朗普对印度进行国事访问。新闻报道指出，他是陪同总统的两名印度裔美国人之一。

#### 特朗普—乌克兰丑闻
帕特尔在国家安全委员会的几个月内，有人怀疑帕特尔充当了总统的另一个独立秘密渠道的角色，这可能对美国在乌克兰的政策造成不利影响。亦有人注意到帕特尔在国家安全委员会的会议期间很少做笔记，而且不适合担任和联合国有关的职务。
在2019年10月的一篇报道中，《政客》援引一位曾在白宫工作的匿名消息人士的话称，帕特尔与唐纳德·特朗普有着“独特的接触”，并就美国的乌克兰政策向他提供了“超出范围”的建议。帕特尔否认了这些指控，并于次月起诉《政客》诽谤，要求赔偿2500万美元。

#### 中央情报局
2021年1月，《Axios》报道称，特朗普已考虑任命帕特尔为中央情报局代理局长，接替吉娜·哈斯佩尔。据Axios报道，在哈斯佩尔计划被解职之前，帕特尔将被任命为中央情报局副局长，以代理局长的身份领导该机构。
特朗普提名帕特尔在2021年初担任联邦调查局副局长，同时兼任中央情报局副局长。此举遭到了其他人的抵制。司法部长威廉·巴尔在回忆录中写道，除非“从尸体上跨过去”，否则帕特尔不可能再担任联邦调查局局长。

#### 美国国防部

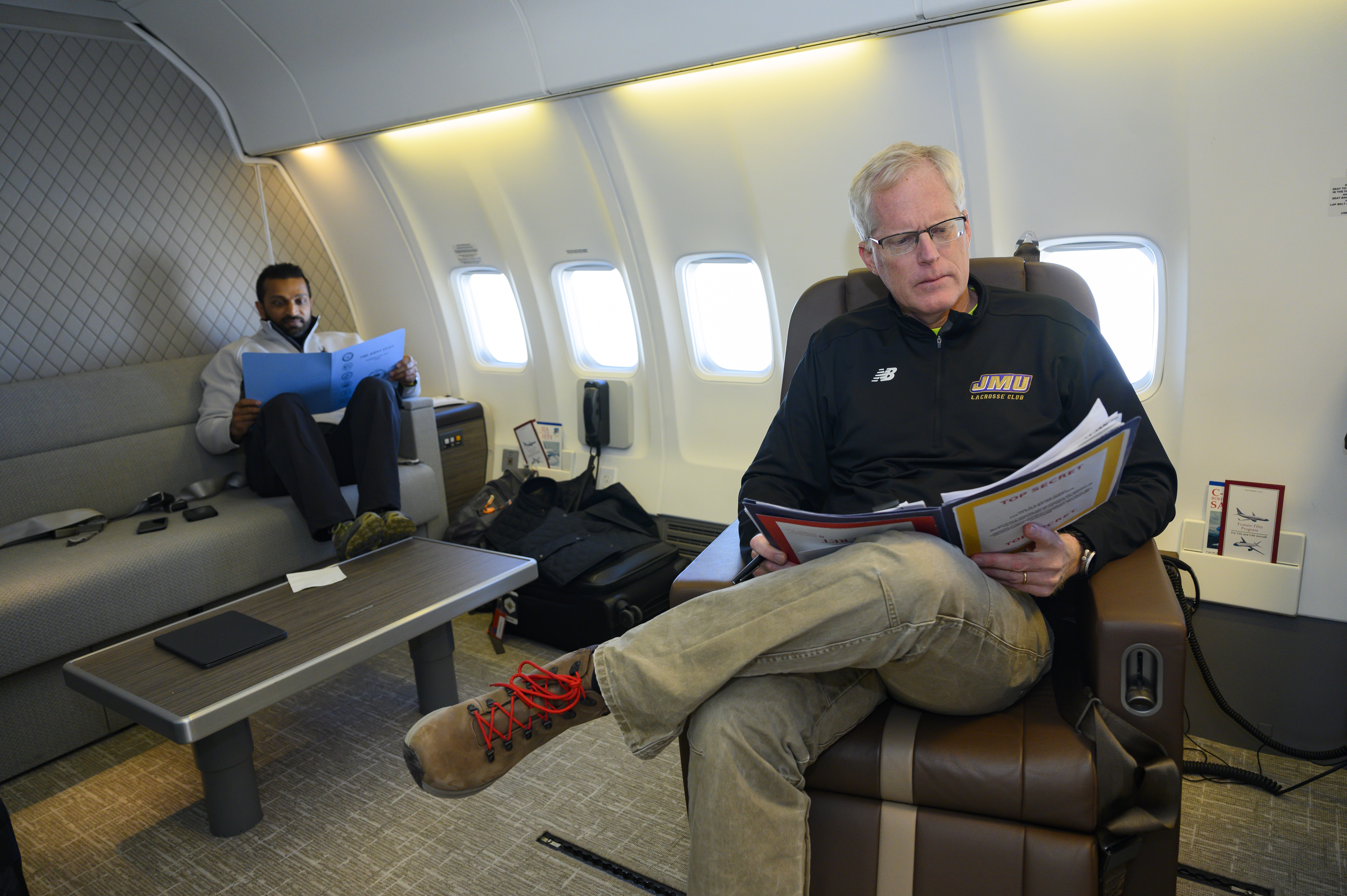
帕特尔与代理部长米勒 (2021年1月14日)

2020年11月，特朗普任命帕特尔为代理国防部长克里斯托弗·米勒的幕僚长，此举是继特朗普解雇国防部长马克·埃斯珀之后做出的。据报道，帕特尔认为埃斯珀拒绝派美军前往华盛顿平息BLM抗议活动。帕特尔在五角大楼待了三个月。据NBC报道，据称帕特尔在2020年美國總統選舉后阻止了一些国防部官员帮助拜登政府过渡。作为参谋长，帕特尔被指定领导国防部与乔·拜登总统过渡的协调工作，同时还支持将国家安全局与美国网络司令部分离的部门倡议。

## FBI局長
2024年11月30日，美國当选总统特朗普提名帕特尔在第二次特朗普內閣中擔任聯邦調查局長。2025年2月20日，參議院以51比49票確認了帕特爾擔任聯邦調查局長，除全體民主黨參議員外只有蘇珊·柯林斯和麗莎·穆爾科斯基兩位共和黨參議員投下反對票。2月21日，帕特尔於司法部長帕姆·邦迪的監誓下正式就職。

## 个人生活
帕特尔现居住在华盛顿特区。他亦喜歡打冰球。

## 外部連結
- C-SPAN內的頁面（英文）

| 政府职务                        | 政府职务                 | 政府职务 |
| ------------------------------- | ------------------------ | -------- |
| 前任者： 布萊恩·德里斯科爾 代理 | 聯邦調查局長 2025年—至今 | 現任     |